# Maus au Chocolat
Maus au Chocolat est un parcours scénique interactif 3D ouvert depuis le 9 juin 2011 à Phantasialand, en Allemagne. L'attraction se situe dans la zone Berlin.

## L'histoire
Berlin, dans les années 1920. Les cuisines du grand maître pâtissier Gustav E. Lehmann sont envahies de souris. Afin de s'en débarrasser, il fait appel à Oskar Koslowski, un dératiseur à la technique plutôt surprenante, pour ne pas utiliser de produits toxiques qui pourraient altérer les gâteaux de l'entreprise, il s'arme de poches à douilles pour combattre les rongeurs à coups de crème pâtissière et de chocolat, mais au contraire de l'effet espéré, les rongeurs apprécient ce déluge de délices sucrés et se défendent de plus belle, tout en poursuivant leur festin. Les visiteurs sont appelés en renfort pour venir à bout de cette vermine.

## Concept et opération

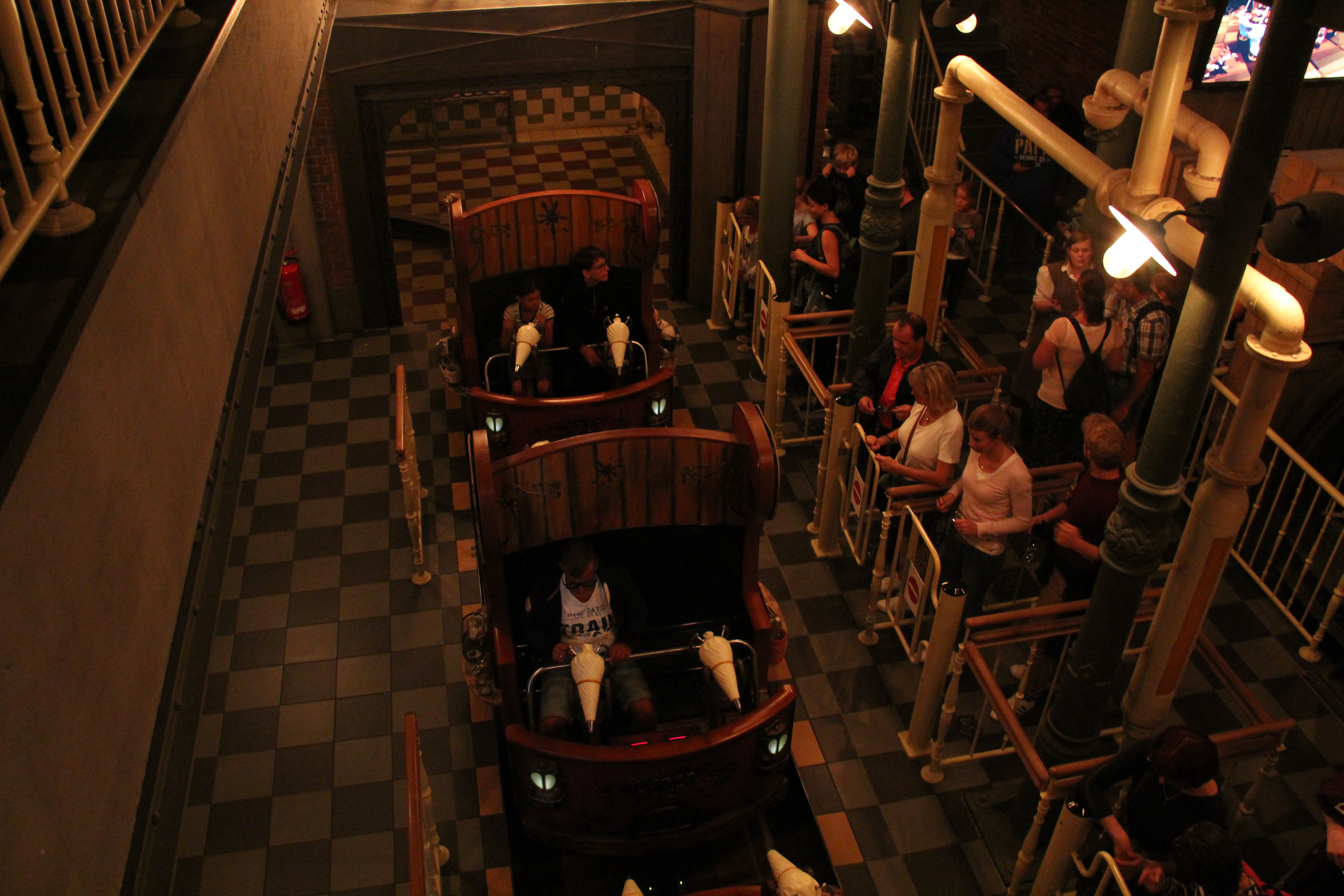
Gare d'embarquement de l'attraction.

L'attraction, inspirée par le principe de jeu de Toy Story Midway Mania, a été développée par le designer Eric Daman pour Phantasialand. En collaboration avec ETF Ride Systems pour le système de transport, le studio 3DBA et Alterface, l'attraction propose une immersion dans les coulisses d'une grande pâtisserie infesté de souris gourmandes. L'attraction a fait partie du remaniement de la zone centrale du parc et occupe un nouveau bâtiment servant de frontière avec la Wuze Town.
L'entrée de Maus au Chocolat se fait par les réserves de la pâtisserie. Les visiteurs serpentent à travers de grands linéaires d'étagères et découvrent que toutes les sucreries ont été mises sous clés. Les visiteurs traversent ensuite plusieurs salles et découvrent petit à petit la présence des petits intrus. 
Sur le quai d'embarquement, une paire de lunettes stéréoscopiques est confiée à chaque visiteur avant de les faire s'installer dans les wagonnets. Ces wagonnets partent toujours par trois et peuvent contenir chacun quatre personnes (deux de chaque côté). Chaque visiteur a en sa possession une poche à douilles pour tirer "virtuellement" du chocolat (noir ou blanc) sur les souris.
Les wagonnets avancent puis marquent des arrêts devant sept écrans, qui avec les lunettes 3D, deviennent de véritables scènes en relief. Dans chacune de ces scènes qui représentent tour à tour le bureau du comptable, les fourneaux, la chambre froide ou la grande boutique, des dizaines de souris déambulent et les visiteurs ont pour mission de viser et de leur tirer dessus. Les souris possèdent différentes valeurs et en les touchant, les visiteurs cumulent un certain nombre de points. Les tirs permettent aussi d'interagir avec les décors. La dernière scène annonce le total des points et le vainqueur parmi chaque binôme.
La sortie se fait à proximité d'un glacier/salon de thé ouvert la même année que l'attraction.
Le nom de l'attraction est un jeu de mots entre Maus (souris en allemand) et le nom du dessert ; Mousse au chocolat.

## Récompense
L'attraction a été obtenu le titre de meilleure nouveauté européenne, lors des Parksmania Awards 2011.